# 비활성기체에 의한 질식
비활성기체는 냄새와 맛 색깔이 없고 반응성이 없는 기체로서 일반적인 경우 인체에 특별한 해독을 끼치지는 않으나, 일반적인 공기 함량과 달리, 비활성기체로만 이루어진 가스를 사람이 들이마시게 되면, 호흡에 필요한 산소가 결핍되어 저산소증을 일으키게 되고, 심하면 사망할 수 있다. 일반적인 질식과 달리, 비활성기체에 의한 질식은 수중 또는 유독가스등에 의한 질식의 고통과 이에 동반되는 공황장애를 일으키는 일 없이 신속하게 진행되는데, 이는 인체에 비활성기체를 감지하는 시스템이 부재하기 때문이다. 예컨데, 숨을 참을 때 느껴지는 질식의 고통은 혈액 속의 탄산농도와 관련있으며, 이는 산소호흡의 노폐물인 이산화탄소에 우리 몸이 민감하게 반응하기 때문이다. 대표적인 비활성기체에는 18족 원소에 속하는 헬륨,아르곤,네온등이 있으며, 여기에 질소를 포함한다. 특히 양이나 가격면에서 흔히 접할 수 있는 것은 질소,헬륨,아르곤 등이다. 비활성기체에 의한 질식은 가축도살등의 용도로 쓰여 왔으며, 산업재해로 숨지는 사고가 매년 발생한다. 고통없이 죽음에 이르게 할 수 있는 인간적인 사형방법의 하나로서 제안되었으며 또한 자살방법으로도 쓰이고 있다. 질소와 아르곤은 공기를 구성하는 주요물질이기도 하며, 질소는 공기 중의 78% 아르곤은 대략 1%정도를 차지한다.

## 질식 과정
산소가 섞이지 않은 순수 질소가스를 들이마시게 되면 몸안에 있는 산소를 재공급하는 일 없이 몸안에 있는 이산화탄소를 뱉어내게 된다. 질소는 지구 대기의 78%를 차지하는 물질이며, 무색,무취,무미의 비활성가스로서 우리 인체는 아무런 자각이나 저항없이 질소를 빨아들인다. 이 과정에서 폐속에 저장되어 있는 산소도 신속하게 질소가스로 대체되어 10~15초 사이에 의식을 잃게 되는데 약간의 몽롱함 정도 이상(以上)의 이상(異常)을 느끼지 못한다. 즉시 조치하지 않는 경우, 수 분내로 사망에 이른다.

## 사고사

### 질소 질식
미국에서는 질소가스질식에 의한 사망사고가 한 해 8명 정도 된다고 한다. 유명한 사례로는 1981년 미항공우주국에서 화재를 방지하고자 질소가스가 충전된 공간에 작업자가 들어갔다가 순식간에 질식하여 숨진 사고가 있다. 대한민국에서도 질소가스질식에 의한 산업재해 사례가 보고되고 있으며, 질소가스를 이용한 자살사례도 발견된다.

### 헬륨 질식
헬륨가스는 공기보다 가벼워 목소리를 우스꽝스럽게 변조하는 성질이 있어 이벤트등에 사용되기도 하는데,이러한 장난을 치다가 질식하여 숨진 사례가 보고되었다.

### 아르곤 질식
산업현장에서 아르곤 가스에 의한 질식사고사례가 다수 보고되고 있다.

## 자살
미국에서는 전직과학교사가 헬륨가스를 이용한 자살도구를 만들어 판매하다 적발된 사례가 있으며 대한민국에서도 헬륨가스를 이용하여 자살한 사례가 보고되었다.

## 동물의 안락사
가축등 동물의 안락사 또는 살처분에 비활성기체가 쓰이고 있다. 주로 닭이나 병아리등에 쓰이고 있으며, 쓰이는 가스는 질소,아르곤,일산화탄소등이 있으나, 특히 질소와 아르곤이 가장 고통이 적어 인간적인 방법으로 사용되고 있다.BBC방송에 다큐멘터리 내용에 따르면, 이산화탄소가 가득찬 곳에 있는 먹이는 돼지가 기피하지만, 질소-아르곤 혼합기체가 있는 곳의 먹이는 잠시 기절한 뒤에 다시 먹이를 먹으려고 하여 고통이 없음을 방증하고 있다. 다만 밍크나 땅을 파는 습성이 있는 몇몇 종의 동물들은 저산소환경에 민감하여 비활성기체도 피하는 성질이 있다.

## 고통없는 사형방법으로의 도입
비활성기체에 의한 질식사가 별다른 인지나 고통없이 순식간에 일어난다는 점에 착안하여 고통없는 인도적 사형방법으로 제시되기 시작하였으나, 아직까지 정식 사형으로 이 방법을 도입한 나라는 없다. 2007년에 영국의 정치인인 마이클 포르틸로가 BBC다큐멘터리인 "How To Kill A Human Being"에 출연하여 현재 사용중인 사형방법의 대안으로서 실험에 참여, 비활성기체에 의한 질식과정을 직접 체험하고 인도적인 사형방법의 대안으로 제시하였다.

## 같이 보기
- 기절놀이
- 질식